# Hermann Stadium
Le Hermann Stadium, également connu sous son nom complet de Robert R. Hermann Stadium, est un stade de soccer américain situé dans la ville de Saint-Louis, au Missouri.
Le stade, doté de 6 050 places et inauguré en 1999, appartient à l'Université de Saint-Louis et sert d'enceinte à domicile pour les équipes masculines et féminines universitaires de soccer des Billikens de Saint-Louis.

## Histoire
Le stade, qui porte le nom de l'homme d'affaires et dirigeant de soccer local Robert « Bob » Ringen Hermann, Sr., est achevé en 1999.
Il est inauguré le 21 août 1999, lors d'une victoire 3-2 des locaux de l'équipe masculine des Billikens de Saint-Louis sur Indiana (devant un record de 6 517 spectateurs).
Depuis 2000, le stade accueille de nombreux matchs de soccer masculin et féminin du Championnat NCAA de soccer.
En 2009 a lieu au stade le match de SuperLiga entre les Kansas City Wizards et les mexicains de l'Atlas FC (0-0).
En 2013, le stade sert de terrain d'entraînement pour l'équipe de Bosnie-Herzégovine de football, avant leur match le 18 novembre 2013 contre l'Argentine (victoire 2-0 des argentins).

## Événements
- 22 juin 2009 : Kansas City Wizards - Atlas FC (SuperLiga)[2]